# Kluda
Kluda je nenaseljeni otočić u Drveničkom kanalu, južno od Marinskog poluotoka, oko 7 km jugoistočno od Trogira. Od kopna je udaljen oko 750 metara. Oko 35 m od sjeverne obale otoka se nalaze 2 bliske hridi zajedničkog imena Tražet.
Površina otoka je 78.407 m2, duljina obalne crte 1231 m, a visina 50 metara.

## Vanjske poveznice
|  | Zajednički poslužitelj ima još gradiva o temi Kluda |